# Пиелкани (Олт)
Пиелкани (рум. Pielcani) насеље је у Румунији у округу Олт у општини Фађецелу. Oпштина се налази на надморској висини од 362 m.

## Становништво
Према подацима из 2002. године у насељу је живело 92 становника, од којих су сви румунске националности.